# Kemény Lajos (levéltáros)
Kemény Lajos, született Koch (Kassa, 1859. szeptember 5. – Kassa, 1927. június 24.) levéltáros, Kassa történetének neves kutatója.

## Életpályája
1877-1883 között bölcsészetet végzett a Budapesti Tudományegyetemen. 1885-1925 között Kassa város főlevéltárosa.
A Felsőmagyarországi Múzeumegylet őre, a Műemlékek Országos Bizottságának tagja. Számos történeti, irodalomtörténeti és művészettörténeti tárgyú közleménye jelent meg a szakfolyóiratokban, a Divat Szalonban költeményeket adott közre és élclapoknak is a munkatársa volt. Czobor Alfréddal szerkesztette a Közlemények Abaúj-Torna vm. és Kassa múltjából folyóiratot, 1893-1894-ben Fáy Gyulával és Csiszér Kálmánnal adta ki a Kassa és Vidéke ellenzéki napilapot, illetve több más kassai sajtókiadványt is szerkesztett.

## Művei
- 1887 Kassa középkori ipara és kereskedelme történetéhez. Történelmi Tár.
- 1888 Abaúj-Torna vm. az Árpádok alatt. Kassa.
- 1889 Egy adat Károlyi Gáspár életéhez. Századok.
- 1889 Compactor Bálint, egy XVII. századbeli könyvnyomtató. Századok.
- 1888-1889 Tinódi Sebestyén és családja történetéhez. Történelmi Tár.
- 1888-1889 A kassai nyomda történetéhez. Történelmi Tár.
- 1888-1889 Huszár Gál életéhez. Történelmi Tár.
- 1888-1889 A bártfai nyomdászat történetéhez. Történelmi Tár.
- 1888-1889 Adatok Károlyi Gáspár életéhez. Történelmi Tár.
- 1890 Magyar levél 1528-ból. Történelmi Tár.
- 1890 A reformáció Kassán. Kassa.
- 1890-1895 A kassai sz. Erzsébetegyház történetéhez. Archaeologiai Értesítő.
- 1891 Latin írók Kassán a XVI. században. Irodalomtörténeti Közlemények.
- 1892 Kassa város régi számadáskönyvei 1431-1533. Kassa.
- 1893 Száz év Kassa legrégibb történetéből. Kassa.
- 1893 Hernád mellől. Kassa. (elb., tsz. Hegyi József)
- 1895 Simai Kristóf életéhez. Irodalomtörténeti Közlemények.
- 1900 Aesthetikai jegyzetek. Kassa.
- 1903 A kassai posztókereskedők 1461. évbeli szabályzata. Magyar Gazdaságtörténeti Szemle 1903, 428.
- 1905 Kassai fertályos tisztek utasításai a XVII. század végéről. Magyar Gazdaságtörténeti Szemle 1905, 299-301.
- 1906 Műtörténeti adatok Kassa multjából. Archaeologiai Értesítő XXVI, 56-59.
- 1912 Abaúj-Torna vm. története a honfoglalástól az 1526-ik évig. Kassa. (tsz. Csoma József)
- 1912 A jászai káptalani levéltárból. Történelmi közlemények Abaúj-Torna vármegye és Kassa múltjából 1912/3, 165-166.
- 1915 Abaúj-Torna vm. története, 1527-1648. Kassa.
- 1917 Kassa város műemlékei. Kassa.